# Jean Ozenne
Jean Marcel Ozenne, dit Jean Ozenne, est un acteur français né le 13 février 1898 à Paris 6e et mort le 27 janvier 1969 à Paris 4e.

## Biographie
Ayant reçu une formation de dessinateur, Jean Ozenne s'engage volontairement pour la durée de la guerre à 18 ans en août 1916. Enrôlé dans l'artillerie, il est promu aspirant et décoré de la croix de guerre en 1918. Il est rendu à la vie civile en octobre 1919 en tant qu'officier de réserve.
Après avoir été modéliste dans une maison de couture, Jean Ozenne devient ensuite comédien. Au cinéma, il joue des seconds rôles dans une centaine de films entre 1943 et 1968, dont notamment La Ronde de Max Ophüls (1950) et Le Journal d'une femme de chambre de Luis Buñuel (1963).
Il était resté célibataire.
Il est inhumé au cimetière du Montparnasse (division 18).

## Filmographie

### Cinéma
- 1943 : Coup de tête de René Le Hénaff
- 1945 : Paméla, de Pierre de Hérain : M. Bourguignon
- 1945 : Le Capitan de Robert Vernay
- 1947 : Les Chouans d'Henri Calef
- 1948 : Scandale de René Le Hénaff
- 1948 : Le Secret de Mayerling de Jean Delannoy
- 1949 : La Belle que voilà de Jean-Paul Le Chanois : Lord Floerdew
- 1949 : Le Grand Cirque de Georges Péclet
- 1949 : Manèges d'Yves Allégret : le diplomate
- 1949 : Pas de week-end pour notre amour de Pierre Montazel : Bernard Touquet
- 1950 : Mon ami le cambrioleur d'Henri Lepage : l'Anglais
- 1950 : La Ronde de Max Ophüls
- 1950 : Sous le ciel de Paris de Julien Duvivier : le monsieur distingué
- 1950 : Souvenirs perdus de Christian-Jaque, dans le sketch "Une couronne mortuaire" : le Dr Mansart
- 1951 : Le Costaud des Batignolles de Guy Lacourt : le docteur
- 1951 : Ils étaient cinq de Jack Pinoteau
- 1951 : Paris chante toujours de Pierre Montazel : le partenaire de Line Renaud
- 1951 : Seuls au monde de René Chanas : M. Cambell
- 1951 : Trois femmes d'André Michel, dans le sketch "Coralie"
- 1952 : Les Amants de minuit de Roger Richebé
- 1952 : Rue de l'Estrapade de Jacques Becker : le concierge
- 1952 : Les Belles de nuit de René Clair : l'administrateur
- 1952 : Moulin Rouge de John Huston : Félix
- 1952 : C'est arrivé à Paris d'Henri Lavorel et John Berry : l'oncle
- 1953 : Les Corsaires du bois de Boulogne de Norbert Carbonnaux : Marcel Grossac, industriel
- 1953 : Leur dernière nuit de Georges Lacombe : le chanoine du train
- 1953 : Si Versailles m'était conté... de Sacha Guitry : le duc de Tresmes
- 1954 : Napoléon de Sacha Guitry : M. de Beauvau (scène coupée au montage)
- 1954 : Casse-cou, mademoiselle de Christian Stengel
- 1954 : Pas de souris dans le bizness d'Henri Lepage
- 1955 : Les Amants du Tage d'Henri Verneuil : Lord Dicson
- 1955 : L'Irrésistible Catherine d'André Pergament
- 1955 : Les Mauvaises rencontres d'Alexandre Astruc : un invité
- 1955 : La Bande à papa de Guy Lefranc : n'apparaît pas dans les copies actuellement visibles
- 1955 : Boulevards de Paris (Bedevilled) de Mitchell Leisen : un prêtre du séminaire
- 1956 : Elena et les Hommes de Jean Renoir : le représentant du gouvernement
- 1956 : La Fille de l'ambassadeur (The Ambassador's daughter) de Norman Krasna
- 1956 : Ariane (Love in the afternoon) de Billy Wilder : le réceptionniste du Ritz
- 1956 : Lorsque l'enfant paraît de Michel Boisrond : Gaston, le maître d'hôtel
- 1956 : Paris, Palace Hôtel d'Henri Verneuil : Albert, le réceptionniste de jour du Palace Hôtel
- 1957 : Escapade de Ralph Habib : le concierge
- 1957 : Le Souffle du désir d'Henri Lepage : l'Américain
- 1957 : Le Triporteur de Jack Pinoteau : Gérard Ducottait, le voyageur automobile
- 1958 : Les Misérables de Jean-Paul Le Chanois : le préfet de Montreuil, dans la première époque
- 1958 : Chéri, fais-moi peur de Jack Pinoteau : le directeur de l'hôtel
- 1958 : La Tête contre les murs de Georges Franju : le comte Elzéar de Chambrelle
- 1958 : Les Grandes Familles de Denys de La Patellière : le professeur Lartois
- 1958 : Gigi de Vincente Minnelli : M. Lachaille
- 1958 : Un drôle de dimanche de Marc Allégret : le représentant de "Galbar"
- 1959 : Les Affreux de Marc Allégret : le capitaine
- 1959 : Les Héritiers de Jean Laviron : le notaire
- 1959 : Nathalie, agent secret d'Henri Decoin : non crédité
- 1959 : Julie la rousse de Claude Boissol : l'oncle Roger
- 1960 : Aimez-vous Brahms? (Goodbye again) d'Anatole Litvak : un invité de Van Der Besh
- 1960 : Le Président d'Henri Verneuil : un ministre
- 1960 : Les Grandes Personnes de Jean Valère
- 1961 : Pleins Feux sur l'assassin de Georges Franju : Guillaume
- 1961 : Les lions sont lâchés d'Henri Verneuil : Albert Robert-Guichard
- 1961 : Un si bel été (The greengage summer) de Lewis Gilbert : Champagne director
- 1961 : Les Nouveaux Aristocrates de Francis Rigaud : Éloi Dolimaire, romancier mondain
- 1961 : Les Trois Mousquetaire de Bernard Borderie, dans l'épisode "Les Ferrets de la reine" : le chambellan du duc de Buckingham
- 1961 : Les Amours célèbres de Michel Boisrond, dans le sketch "Les comédiennes" : le marquis Stanislas
- 1961 : Le Couteau dans la plaie (Five miles to midnight) d'Anatole Litvak : M. Babasse
- 1962 : Rue du Havre, de Jean-Jacques Vierne : Delamotte Vaillard
- 1962 : Les Veinards de Jean Girault, dans le sketch "Le gros lot" : le réceptionniste de l'hôtel
- 1962 : Strip-tease de Jacques Poitrenaud : le chef de famille
- 1962 : Le Glaive et la Balance d'André Cayatte : l'amateur d'art
- 1963 : Germinal d'Yves Allégret : un envoyé de la compagnie
- 1963 : Carambolages de Marcel Bluwal : M. d'Aleyrac, un collaborateur
- 1963 : Gibraltar de Pierre Gaspard-Huit
- 1963 : L'Honorable Stanislas, agent secret de Jean-Charles Dudrumet
- 1963 : Et vint le jour de la vengeance (Behold a pale horse) de Fred Zinnemann
- 1963 : Le Journal d'une femme de chambre de Luis Buñuel : M. Rabour
- 1964 : La Ronde de Roger Vadim
- 1964 : Angélique Marquise des Anges de Bernard Borderie : le marquis de Plessis-Bellières
- 1964 : La Bonne Occase de Michel Drach : l'ami de Jojo
- 1965 : Thomas l'imposteur de Georges Franju : le comte d'Orange
- 1965 : Nick Carter et le trèfle rouge de Jean-Paul Savignac
- 1965 : Les espions meurent à Beyrouth (Le spie uccidono a Beirut) de Luciano Martino
- 1966 : La Sentinelle endormie de Jean Dréville : Queffélec
- 1966 : Monsieur le président-directeur général de Jean Girault
- 1966 : Le Grand Restaurant de Jacques Besnard : le maître d'hôtel qui répète tout le temps : « mon Dieu ! Mon Dieu ! »
- 1966 : La Nuit des généraux (The night of the Generals) d'Anatole Litvak : le général Dietrich
- 1966 : Tendre Voyou de Jean Becker : l'automobiliste distingué
- 1966 : La Fantastique Histoire vraie d'Eddie Chapman (Triple Cross) de Terence Young : le colonel von Langsdorf
- 1967 : Le Fou du labo 4 de Jacques Besnard : le ministre
- 1967 : Fantomas contre Scotland Yard d'André Hunebelle : Albert, le majordome
- 1968 : Ne jouez pas avec les Martiens d'Henri Lanoë : le directeur de La Gazette de Paris
- 1968 : La prisonnière d'Henri-Georges Clouzot : un invité au vernissage
- 1968 : Le gendarme se marie de Jean Girault : le préfet de la commission de suspension de permis

### Télévision
- 1957 : Bartleby, l'écrivain de Claude Barma (téléfilm)
- 1960 : Les Cinq Dernières Minutes, épisode Qui trop embrasse... de Claude Loursais
- 1962 : L'inspecteur Leclerc enquête : Coup double de Jean Laviron
- 1962 : L’Épingle du jeu (Les Cinq Dernières Minutes no 23) de Claude Loursais
- 1963 : Une Affaire de famille (Les Cinq Dernières Minutes no 29) de Jean-Pierre Marchand : M. Larnaud-Ruffey
- 1965 : Les Saintes chéries de Jean Becker (1 épisode)
- 1965 : Le Mystère de la chambre jaune de Jean Kerchbron : de Marquet
- 1966 : La 99ème minute de François Gir
- 1968 : Kœnigsmark de Jean Kerchbron : de Marçais
- 1968 : Au théâtre ce soir : La Toile d'araignée d'Agatha Christie, mise en scène Raymond Gérôme, réalisation Pierre Sabbagh, théâtre Marigny

## Théâtre
- 1944 : À quoi rêvent les jeunes filles d'Alfred de Musset, mise en scène André Barsacq, théâtre de l'Atelier
- 1952 : Sans cérémonie de Jacques Vilfrid et Jean Girault, théâtre Daunou
- 1953 : La Danseuse et le Comédien de Claude Schnerb, mise en scène Georges Vitaly, théâtre La Bruyère
- 1953 : L'Énigme de la chauve-souris de Mary Roberts Rinehart, mise en scène Georges Vitaly, théâtre du Grand-Guignol
- 1954 : La Corde de Patrick Hamilton, mise en scène Jean Darcante, théâtre des Célestins, tournée Herbert
- 1955 : Dix minutes d'alibi de Anthony Armstrong, mise en scène Roger Harth, théâtre du Casino municipal de Nice
- 1955 : Doit-on le dire ? d'Eugène Labiche, mise en scène Georges Vitaly, théâtre La Bruyère
- 1955 : Un cas intéressant de Dino Buzzati, mise en scène Georges Vitaly, théâtre La Bruyère
- 1955 : Ornifle ou le Courant d'air de Jean Anouilh, mise en scène Jean Anouilh et Roland Piétri, Comédie des Champs-Élysées
- 1956 : Le Prince endormi de Terence Rattigan, mise en scène Georges Vitaly, théâtre de la Madeleine
- 1957 : César et Cléopâtre de George Bernard Shaw, mise en scène Jean Le Poulain, théâtre Sarah-Bernhardt
- 1958 : Nous entrerons dans la carrière de René Catroux, mise en scène Raymond Rouleau, théâtre Édouard VII
- 1959 : Le Cas Dobedatt de George Bernard Shaw, mise en scène Jean Mercure, théâtre des Bouffes-Parisiens
- 1959 : La Toile d'araignée d'Agatha Christie, mise en scène Raymond Gérôme, théâtre de Paris
- 1959 : Une histoire de brigands de Jacques Deval, mise en scène de l'auteur, théâtre des Ambassadeurs
- 1960 : Un garçon d'honneur d'Antoine Blondin et Paul Guimard d'après Le Crime de Lord Arthur Saville d'Oscar Wilde, mise en scène Claude Barma, théâtre Marigny
- 1960 : Les Ambassades de Roger Peyrefitte, mise en scène André Barsacq, théâtre des Bouffes-Parisiens
- 1962 : La Contessa ou la Volupté d'être de Maurice Druon, mise en scène Jean Le Poulain, théâtre de Paris
- 1963 : C'est ça qui m'flanqu'le cafard d'Arthur L. Kopit, mise en scène Jean Le Poulain, théâtre des Bouffes-Parisiens
- 1964 : Têtes de rechange de Jean-Victor Pellerin, mise en scène Jean Le Poulain, théâtre des Bouffes-Parisiens
- 1965 : Le Sacristain bossu de E.G Berreby, mise en scène André Villiers, théâtre en Rond
- 1965 : La Dame de chez Maxim de Georges Feydeau, mise en scène Jacques Charon, théâtre du Palais-Royal
- 1966: Laurette ou l'Amour voleur de Marcelle Maurette et Marc-Gilbert Sauvajon, mise en scène Pierre Fresnay, théâtre de la Michodière
- 1967 : Une femme à louer de François Campaux, mise en scène Christian Alers, théâtre de la Potinière
- 1968: Le Disciple du Diable  de George Bernard Shaw, mise en scène Jean Marais, théâtre de Paris

## Radio
- 26 mars 1963 : dans la série Les Maîtres du mystère : Prenez garde au photographe

## Doublage

### Cinéma
- 1942 : Le Livre de la jungle : Pundit (Frank Puglia)
- 1942 : Cinquième Colonne : Charles Tobin (Otto Kruger)
- 1950 : Francis, le mulet qui parle : le colonel Peppler (Eduard Franz)
- 1956 : La Vie passionnée de Vincent van Gogh : Dr Peyron (Lionel Jeffries)
- 1959 : La Belle et l'empereur : Lors Stewart, l'ambassadeur britannique (Franz Schafheitlin)
- 1963 : Bons baisers de Russie : Major Boothroyd (Desmond Llewelyn)
- 1963 : La Revanche du Sicilien : Adrian Guinness (George Neise)
- 1964 : Jerry souffre-douleur : Pr Mulerr (Hans Conried)
- 1966 : Quatre Bassets pour un danois : Dr Pruitt (Charlie Ruggles)
- 1967 : Dans la chaleur de la nuit : Eric Endicott (Larry Gates)

### Télévision
- 1957-1959 : Zorro : Don Alejandro de la Vega (George J. Lewis) - 2e voix